# Paulo Figueiredo
Paulo Figueiredo   (Malanje, 28 de novembre de 1972) és un exfutbolista angolès de les dècades de 1990 i 2000.
Fou internacional amb la selecció de futbol d'Angola.
Pel que fa a clubs, destacà a C.F. Os Belenenses, C.D. Santa Clara, S.C. Lusitânia i Östers IF.